# Jan Hakl (námořní kapitán)
Jan Hakl (1895 - 1973) byl český námořní kapitán, jedna z největších osobností námořní dopravy v Československu. Vystudoval Námořní školu c. k. mariny v Pule a za Rakouska-Uherska sloužil na válečných lodích. Po skončení I. světové války zůstal zpočátku u jugoslávského válečného námořnictva, byl velitelem torpédoborce, který vyhledával minová pole v Jaderském moři. V roce 1921 přešel na čs. loď Legie, kde působil jako velitel až do jejího prodeje řeckému rejdaři v roce 1930. V krizových letech první republiky a v době II. světové války pracoval jako úředník banky a v té době vystudoval také malířství na Akademii výtvarných umění jako žák prof. Karla Holana. K námořní dopravě se vrátil opět v roce 1951 a v roce 1953 se stal kapitánem lodi s. s. Julius Fučík. Byl velmi oblíben a všeobecně uznáván. Malířství ho provázelo na všech jeho cestách, maloval a kreslil všude k potěšení svému i své posádky.